# Spazio vitale
Pour les articles homonymes, voir Espace vital (homonymie).

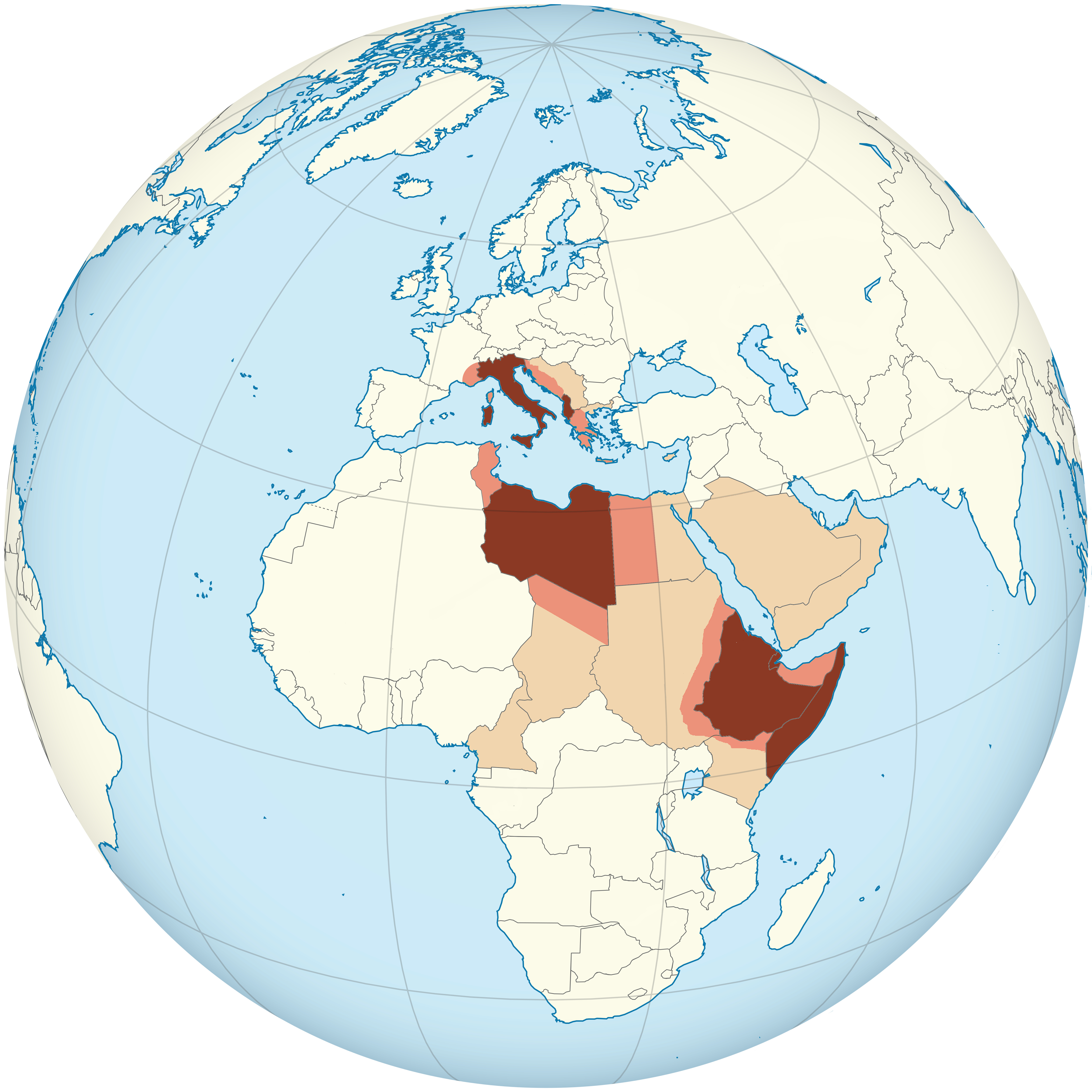
L’empire italien, suivant la politique du spazio vitale. En rouge clair, les territoires projetés de l'Italie impériale.

Le spazio vitale (« espace vital » en italien, prononcé [ˈspattsjo viˈtaːle]) était le concept d'expansion territoriale du fascisme italien. Il était défini en termes universels comme « la partie du globe sur laquelle reposent les exigences vitales ou l'élan expansionniste d'un État doté d'une organisation unitaire forte qui cherche à satisfaire ses besoins en s'étendant au-delà de ses frontières nationales ».:47 Il était analogue au concept du Lebensraum du parti nazi allemand.:46
L'étendue territoriale de l’espace vital italien devait couvrir la Méditerranée dans son ensemble (Mare Nostrum) et l'Afrique du Nord, de l'océan Atlantique à l'océan Indien,:47 et devait être divisée en le piccolo spazio (« petit espace »), qui ne devait être habité que par des Italiens, et le grande spazio (« grand espace ») peuplé par d'autres nations sous la sphère d'influence italienne.:48 Les nations du grande spazio seraient soumises à la domination et la protection italienne, mais devaient garder leurs propres langues et cultures.:46 L'idéologue fasciste Giuseppe Bottai comparait cette mission historique aux actes des anciens Romains, affirmant que les nouveaux Italiens « illumineront le monde de leur art, l'éduqueront avec leurs connaissances, et structuront solidement leurs nouveaux territoires avec leur technique et capacité administratives ».:46

## Caractéristiques idéologiques

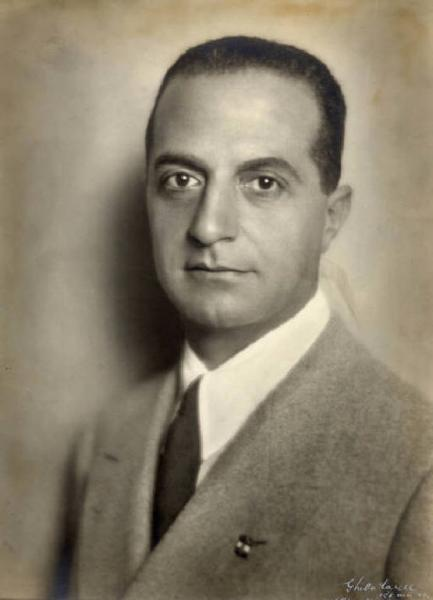
Pour l'idéologue fasciste Giuseppe Bottai, le spazio vitale (espace vital) justifiait le colonialisme italien en Europe et en Afrique.

Dans la philosophie politique du fascisme italien, le concept de spazio vitale (espace vital), qui justifiait l'expansion coloniale de l'Italie, correspondait au concept de Lebensraum des nationaux-socialistes en Allemagne.:46 Cependant, l'impérialisme colonial inhérent au spazio vitale proposé par Benito Mussolini n'exigeait pas le génocide des nations assujetties, mais présentait la race italienne comme un « gardien et un porteur de la civilisation supérieure ».
En tant que tel, l'objectif idéologique de spazio vitale comprenait l'exportation du fascisme révolutionnaire pour remplacer les systèmes politiques indigènes afin de « civiliser » les peuples conquis dans des colonies de l'Italie fasciste.
L’idéologue fasciste Giuseppe Bottai déclara que la mission historique de spazio vitale ressemblait à celle de la Rome antique (753 av. J.-C. - 476 ap. J.-C.) et que la Nouvelle Rome, ie : l’Empire italien, « illuminerait le monde de son art, l’éduquerait de ses connaissances et structurait solidement ses nouveaux territoires avec ses techniques et capacités administratives ». Une fois sous la domination et la loi romaines, les peuples assujettis seraient autorisés à conserver leurs langues et leurs cultures natales au sein de l'empire italien.
Le régime fasciste déclara que la réalisation du spazio vitale italien serait divisée en trois étapes: à court terme, à moyen terme et à long terme.:47  Son planning de réalisation fut accéléré en raison du déclenchement de la Seconde Guerre mondiale.:47

## En Europe
En Europe, l’espace vital de l'Italie devait inclure l'Europe du Sud-Est. Les projets à court terme de l'Italie prévoyaient l'expansion de son grand spazio dans le sud-est de l'Europe, ce qui incluait plusieurs nations. En 1941, l'Italie définissait ses plans. La Croatie et la Bosnie-Herzégovine étaient précieuses pour l'Italie en raison de leurs réserves de bois, de leurs troupeaux de bovins et de leurs riches gisements de charbon, de lignite, de fer, de cuivre, de chrome, de manganèse, de pyrites, d'antimoine et de mercure. La Serbie, si elle était territorialement « réduite à ses proportions effectives », ferait partie du spazio vitale en raison de ses richesses minérales, et en particulier de ses gisements de cuivre de Bor. La Bulgarie devait être intégrée au spazio vitale en Méditerranée une fois qu'elle aurait acquis son débouché « légitime » sur la mer Égée et constituerait un partenaire commercial majeur avec l'Italie en raison de sa production de colza et de soja, et de vin et de ses gisements de chrome. La Hongrie devait être incluse en raison de ses ports fluviaux, de son tourisme, de la production à grande échelle de machines agricoles, de matériel électrique, de produits pharmaceutiques et de bois d’œuvre. La Grèce devait être incluse, l'Italie l’aiderait à développer l’exploitation de ses ressources naturelles et développerait une industrie sidérurgique ce qui n'avait pas encore été réalisé. La Grèce bénéficierait du commerce avec l'Italie et l'Italie aurait de son côté accès à ces ressources.:229–230 La Roumanie était une cible des ambitions de l'Italie. Elle figuraient dans les plans promus par Mussolini et le chef de l'état-major italien, Alberto Pariani. En 1939, Pariani déclara qu'une intervention militaire en Roumanie bénéficiant du soutien de l'Italie aurait pour résultat que la Roumanie céderait la Transylvanie à la Hongrie et le sud de la Dobrudja à la Bulgarie. Pariani, en discussion avec des responsables hongrois, répéta les arguments de Mussolini selon lesquels l'armée italienne pourrait intervenir militairement contre la Yougoslavie et traverser son territoire pour s'emparer des champs pétrolifères de la Roumanie et empêcher une avance soviétique dans les Balkans.

## En Afrique
En Afrique, le spazio vitale devait englober de vastes territoires du nord et de l'est de l'Afrique. Le régime fasciste utilisa le précédent du contrôle historique du territoire par les Romains et considérait l'Italie moderne comme l'héritier de l'Empire romain pour revendiquer des terres en Afrique du Nord. Le littoral nord-africain était considéré comme stratégique pour l'ambition des fascistes du Mare Nostrum pour permettre à l'Italie de dominer et de contrôler la mer Méditerranée.
Le régime fasciste souligna l’importance stratégique des liens politiques et économiques entre l’Europe et l’Afrique et qualifia parfois les deux continents d’« Eurafrique ». Dans le cadre de cette position, le régime produisit des cartes montrant des lignes de chemin de fer et des réseaux hydroélectriques hypothétiques s'étendant de l'Afrique à l'Italie via la colonie italienne de Libye, dans le but de renforcer l'intégration des possessions africaines italienne avec l'Italie.

## Art
Le sentiment intense du spazio vitale fut repris par des mouvements artistiques tels que le futurisme dirigé par le poète italien Filippo Tommaso Marinetti. Il mettait l'accent sur la vitesse, la technologie, la jeunesse et la violence, ainsi que sur des objets tels que la voiture, l'avion et la ville industrielle. Il glorifiait la modernité et visait à libérer l'Italie du poids de son passé. C’était en grande partie un mouvement nationaliste et avait des visions romantiques de guerre et d’expansion grâce à l’apparition de nouvelles technologies.